# VfB 1906 Sangerhausen
VfB 1906 Sangerhausen is een Duitse sportvereniging uit de stad Sangerhausen, gelegen in de deelstaat Saksen-Anhalt. Naast de oudste en meest succesvolle voetbalafdeling, kunnen er ook enkele andere vrijetijdssporten bedreven worden, zoals kegelen.

## Geschiedenis
De club werd in 1906 opgericht in Sangerhausen, dat toen nog tot de Pruisische provincie Saksen behoorde. Vanaf 1911 ging de club in de nieuwe Kyffhäuserse competitie spelen en werd vicekampioen achter Preußen Nordhausen. In 1913 werd de club kampioen en plaatste zich zo voor de Midden-Duitse eindronde. De club verloor met 2-0 van Coburger FC 1907. In 1916/17 werd de club overgeheveld naar de competitie van het Graafschap Mansfeld, echter fuseerde deze na één seizoen met de Kyffhäuserse. In 1918 werd de club opnieuw kampioen. Dat jaar speelden de Thüringse clubs een aparte eindronde waar de club met 10-0 verloor van SC Erfurt 1895. 
Na de oorlog werd de Kyffhäuserse competitie als tweede klasse ondergebracht in de Kreisliga Saale. Na 1923 werd de Kyffhäuserse competitie als Gauliga heropgewaardeerd tot hoogste klasse. Doordat geen enkele club in de Kreisliga speelde promoveerden bijna alle clubs naar de hoogste klasse. De club eindigde meestal in de middenmoot en kon nooit om de titel strijden. 
In 1933 werd de Gauliga ingevoerd als nieuwe hoogste klasse in het Derde Rijk. De talloze competities van de Midden-Duitse bond werden opgedoekt en vervangen door de Gauliga Sachsen en Gauliga Mitte. De clubs werden echter te zwak bevonden voor de hoogste klasse en voor de Bezirksklasse Halle-Merseburg plaatsten zich enkel de top twee. VfB bleef in de Kyffhäuserse competitie, die als Kreisklasse nu nog maar de derde klasse was. De club slaagde er niet meer in te promoveren. 
Na het einde van de Tweede Wereldoorlog werden alle sportverenigingen op last van de overheid ontbonden. In 1950 werd in Sangerhausen BSG Aktivist opgericht, om 1 jaar later al omgedoopt te worden in BSG Stahl Sangerhausen.
Onder de naam BSG Mansfeld-Kombinat Sangerhausen bereikte de club in het jaar 1980 haar sportieve hoogtepunt. Door het winnen van de Bezirksmeisterschaft Bezirk Halle kon de mocht de club één jaar op het tweede niveau van de toenmalige DDR uitkomen, de DDR-Liga.
Het einde van de DDR betekende ook het einde van het bedrijf Mansfeld-Kombinat en daarmee ook van de voetbalvereniging MK Sangerhausen. In 1990 werd SSV Blau-Weiß 1990 Sangerhausen opgericht die alle bestaande afdelingen overnam. In 1993 scheidde de voetballers zich af om een zuivere voetbalclub te worden. Op 21 juli 1993 werd derhalve VfB 1906 Sangerhausen opnieuw opgericht.
Met het behalen van het kampioenschap in de Verbandsliga Sachsen-Anhalt in het jaar 2007 dwong de vereniging promotie af naar de Oberliga NOFV-Süd. Na één seizoen degradeerde de club echter en door de invoering van de 3. Bundesliga degradeerde de club in feite twee klassen in één seizoen.